# George W. Gill
George W. Gill es un antropólogo estadounidense y Profesor Emérito de la Universidad de Wyoming especializado en biología esquelética.

## Carrera
A finales de la década de 1980, en respuesta a las demandas de organizaciones estadounidenses de antropología forense para examinar los métodos de identificación racial con el fin de garantizar la precisión en los casos legales, Gill probó, respaldó y desarrolló antropometría craneofacial y otros medios para estimar los orígenes raciales de los restos esqueléticos. Descubrió que el empleo de múltiples criterios puede generar tasas de precisión muy altas, e incluso que los métodos individuales pueden ser precisos más del 80 % del tiempo.
Gill cita estos hallazgos al argumentar en contra del consenso científicode tratar a las razas humanas como constructos sociales. Gill sugiere que la “negación de la raza” puede derivar de exageraciones sobre la importancia de la variación clinal entre los fenotipos humanos, y de la “censura políticamente motivada” en la creencia errónea, pero políticamente correcta de que “la raza promueve el racismo”. Gill argumenta que “a menudo podemos funcionar dentro de sistemas en los que no creemos”: las categorías pueden tener utilidad práctica, incluso si también parecen conceptualmente problemáticas.
Participó en un panel patrocinado por NOVA en el que él y otros cinco debatieron sobre la realidad de la raza. Entre los oponentes de Gill estaba el antropólogo estadounidense C. Loring Brace, un colega demandante en el caso del Hombre de Kennewick quien sostiene que el término “raza” no está justificado por "una entidad biológica".

### Isla de Pascua
Investigó la osteología humana en la isla polinesia y territorio chileno de la Isla de Pascua, y en 1981 lideró la Expedición Antropológica de la Isla de Pascua de la Sociedad Geográfica Nacional de los Estados Unidos. Los materiales que ha recopilado forman parte de la colección osteológica del museo nacional de Chile. Colabora con antiguos estudiantes en un libro sobre la isla, que pretende "explicar los orígenes de la gente y el declive de su antigua cultura avanzada".

### Hombre de Kennewick
Estudió al Hombre de Kennewick, los restos esqueléticos de un hombre prehistórico encontrado cerca de Kennewick en el estado de Washington. Gill fue uno de los científicos que demandaron con éxito a los Estados Unidos para acceder a los restos, que habían sido reclamados por la tribu Umatilla y otras tribus indígenas americanas bajo una interpretación disputada de la Ley de Protección y Repatriación de Tumbas de Nativos Americanos.